# Baby Boomer (jogo eletrônico)
Baby Boomer é um jogo de videogame lançado pela Color Dreams e Gradiente em 1989 nos Estados Unidos e 1990 no Brasil.
Em 1991, a revista alemã NES Game Power deu uma nota de 9/10 e disse que o jogo não era inovador, mas "o nível de dificuldade é bastante alto, o que garante diversão contínua [...] é surpreendente que um jogo pensado para crianças — baseado na escolha dos personagens (sol, lua, estrelas) e na implementação gráfica — tenha um grau de dificuldade tão alto." No livro Ultimate Nintendo: Guide to the NES Library, Pat Contri deu uma nota de 1,5/5 e disse: Os gráficos são de um estilo muito simples, e há partes do jogo em que a dificuldade é tão extrema comparada a outras que você vai parar de se importar com a morte bizarra que aguarda o bebê Boomer."